# Héctor Guerra
Héctor Guerra Garcia (6 augustus 1978) is een Spaans professioneel wielrenner die sinds 2007 rijdt voor Liberty Seguros. Al zijn overwinningen vonden plaats in Spanje of Portugal.
In 2009 werd hij betrapt op het gebruik van het dopingproduct CERA voor de aanvang van de Ronde van Portugal.

## Palmares
2002
- Eindklassement Volta Ciclista Provincia Tarragona
- 3e etappe Vuelta a Salamanca

2007
- Eindklassement Volta a Tras os Montes e Alto Douro
- 10e etappe Ronde van Portugal
- Clásica a los Puertos de Guadarrama

2008
- GP Llodio
- 3e etappe Volta ao Alentejo
- Eindklassement Volta ao Alentejo
- Eindklassement Rota do Vinho Verde
- 3e etappe Rota do Vinho Verde
- 10e etappe Ronde van Portugal

2009
- 1e etappe Ronde van Madrid
- Eindklassement Ronde van Madrid
- 10e etappe Ronde van Portugal
- Trofeo Joaquim Agostinho

Blanco · Burgos · César Veloso · De Vocht · Dockx · Domínguez · Dueñas · Elías · Florencio · Guerra · Jufré · Laguna · López · Martínez · Mattan · Mayoz · Pasamontes · Pérez · Rebollo · Roesems · Rosseler · Scheuneman · Van Hecke · Vanlandschoot · Vansummeren · Moreno (stagiair) · Pauwels (stagiair) · Stubbe (stagiair)